# 4th Queen’s Own Hussars
Die 4th Queen’s Own Hussars waren ein Kavallerieregiment der britischen Armee, das von 1685 bis 1958 bestand.

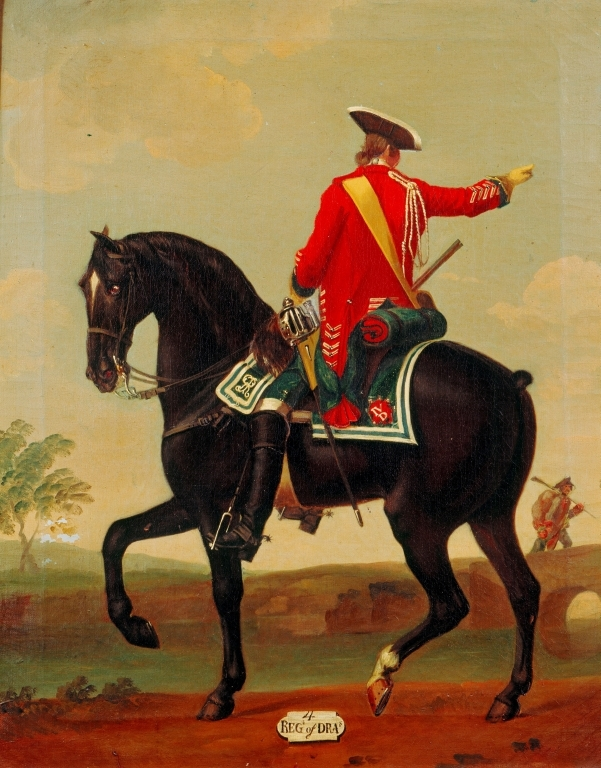
Soldat der 4th Dragoons, um 1751

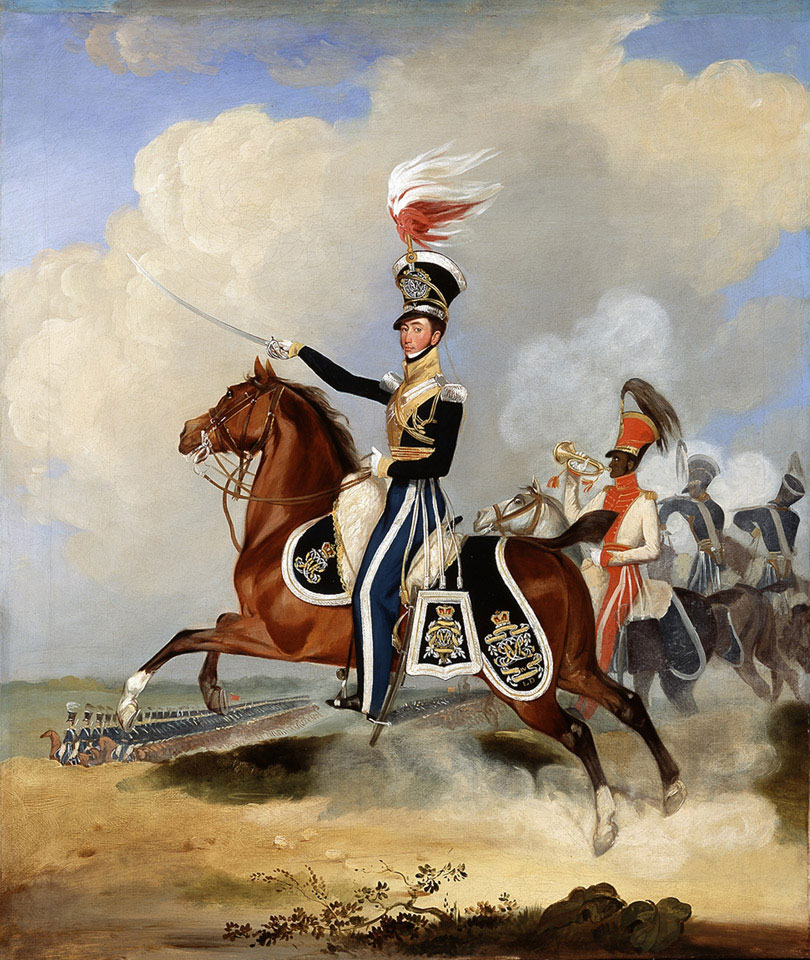
Offizier der 4th Light Dragoons, um 1820

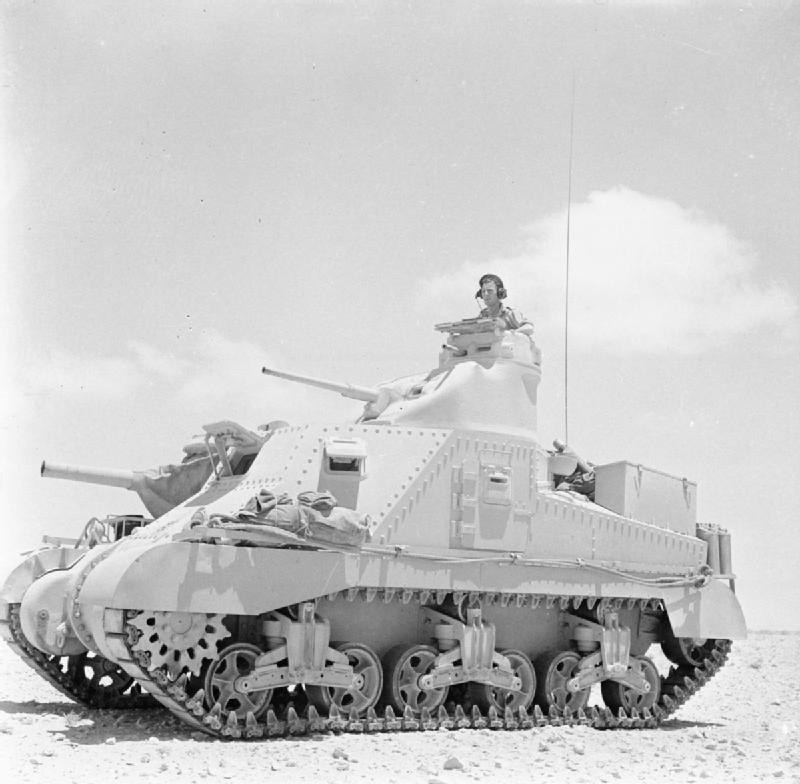
Lee-Panzer der 4th Hussars in El Alamein, 1942

## Geschichte
Das Regiment wurde am 17. Juli 1685 aus mehreren unabhängigen Dragoner-Troops gebildet, die im Frühling 1685 anlässlich der Monmouth Rebellion in Warminster, Shaftesbury, Shepton-Mallet, Glastonbury, Frome, Wincanton, Ilchester und Bradford aufgestellt worden. Das Regiment wurde bis 1751 nach seinem jeweiligen Colonel benannt und hieß entsprechend zunächst nach Colonel Hon. John Berkeley Berkeley’s Regiment of Dragoons etc. Nach seinem protokollarischen Rang wurde das Regiment nach dem Royal Regiment of Dragoons, dem Royal Regiment of Scots Dragoons und dem Queen Consort’s Own Regiment of Dragoons als 4th Regiment of Dragoons nummeriert. Daneben erhielt das Regiment zu Ehren der späteren Königin Anne den Alternativnamen The Princess Anne of Denmark’s Regiment of Dragoons.
Als am 1. Juli 1751 eine einheitliche Nummerierung der Regimenter der British Army eingeführt wurde, wurde 4th Regiment of Dragoons der offizielle Regimentsname. Dieser wurde am 23. Juni 1788 zu Ehren von Königin Charlotte zu 4th (Queen’s Own) Regiment of Dragoons ergänzt. Am 25. Dezember 1818 wurde die Rolle des Regiments zu Leichter Kavallerie geändert und das Regiment zu 4th (The Queen’s Own) Regiment of (Light) Dragoons umbenannt. Am 4. August 1861 wurde die Rolle zu Husaren geändert und das Regiment zu 4th (Queen’s Own) Hussars umbenannt. Am 1. Januar 1921 wurde die offizielle Schreibweise des Regimentsnamens zu 4th Queen’s Own Hussars geändert. 1936 wurde das Regiment mechanisiert, das heißt mit gepanzerten Fahrzeugen ausgestattet, und wurde im April 1939 Teil des Royal Armoured Corps.
Am 24. Oktober 1958 wurde das Regiment mit den 8th King’s Royal Irish Hussars zu den Queen’s Royal Irish Hussars verschmolzen. Diese wurden am 2. September 1993 mit den Queen’s Own Hussars zum Regiment der Queen’s Royal Hussars (The Queen’s Own and Royal Irish) verschmolzen. Die Queen’s Royal Hussars führen die Tradition der 4th Hussars bis heute weiter.

## Colonels
Colonel of the Regiment waren:
- 1685–1688: Brigadier-General John Berkeley, 4. Viscount Fitzhardinge
- 1688: Colonel Thomas Maxwell
- 1688–1693: Brigadier-General John Berkeley, 4. Viscount Fitzhardinge (erneut)
- 1693–1710: Lieutenant-General Algernon Capell, 2. Earl of Essex
- 1710–1713: Field Marshal Sir Richard Temple, 1. Viscount Cobham
- 1713–1735: General William Evans
- 1735–1768: Field Marshal Sir Robert Rich, 4. Baronet
- 1768–1770: Field Marshal Hon. Henry Seymour Conway
- 1770–1788: General Benjamin Carpenter
- 1788–1797: Field Marshal John Griffin, 4. Baron Howard de Walden
- 1797–1802: General Sir Robert Sloper
- 1802–1808: General Guy Carleton, 1. Baron Dorchester
- 1808–1836: General Francis Hugonin
- 1836–1841: General Lord Edward Somerset
- 1842–1847: Lieutenant-General Sir James Charles Dalbiac
- 1847–1861: General Sir George Scovell
- 1861–1865: General Sir James Hope Grant
- 1865–1874: General William FitzGerald-de Ros, 23. Baron de Ros
- 1874–1880: General Lord George Paget
- 1880–1881: General William Hampton Parlby
- 1881–1904: General Alexander Low
- 1904–1919: General Sir Alexander Moore
- 1919–1941: Major-General Sir Reginald Barnes
- 1941–1958: Colonel Sir Winston Churchill

## Battle Honours
Dem Regiment wurden folgende Battle Honours verliehen (englische Originalbezeichnungen):
- Vor 1900: Dettingen, Talavera, Albuhera, Salamanca, Vittoria, Toulouse, Peninsula, Ghuznee 1839, Affghanistan 1839, Alma, Balaklava, Inkerman, Sevastopol.
- Erster Weltkrieg: Mons, Le Cateau, Retreat from Mons, Marne 1914, Aisne 1914, Messines 1914, Armentières 1914, Ypres 1914 ’15, Gheluvelt, St. Julien, Bellewaarde, Arras 1917, Scarpe 1917, Cambrai 1917, Somme 1918, Amiens, Hindenburg Line, Canal du Nord, Pursuit to Mons, France and Flanders 1914–18.
- Zweiter Weltkrieg: Gazala, Defence of Alamein Line, Ruweisat, Alam el Halfa, El Alamein, North Africa 1942, Coriano, San Clemente, Senio Pocket, Rimini Line, Conventello-Comacchio, Senio, Santerno Crossing, Argenta Gap, Italy 1944–45, Proasteion, Corinth Canal, Greece 1941.